# 경신중학교 (대구)
경신중학교(慶信中學校)는 대한민국 대구광역시 수성구 범어동에 위치한 사립 중학교이다.

## 학교 연혁
- 1968년 3월 3일 : 경신 상업학교 설립인가
- 1968년 3월 5일 : 박재욱 교장 취임
- 1970년 11월 5일 : 중학 학력 인정 지정(문교부 장관)
- 1971년 4월 10일 : 대구광역시 수성구 범어동 130번지 이전
- 1971년 10월 12일 : 학교법인 경신교육재단 설립인가, 김수복 이사장 취임
- 1975년 11월 4일 : 경신중학교 설립인가(30학급)
- 1976년 3월 1일 : 초대 박재욱 교장 취임
- 2010년 2월 5일 : 김진일 이사장 취임
- 2013년 2월 6일 : 제43회 졸업식(411명) (졸업생 총 수 20,457명)
- 2019년 3월 4일 : 제13대 조장식 교장 취임
- 2022년 2월 11일 : 제52회 졸업식(343명)

## 참고 자료
- 경신중학교 - 한국교육학술정보원 학교알리미